# Memória de Elefante
Memória de Elefante foi o primeiro livro publicado por António Lobo Antunes (1979). 
Em um dia e uma noite, desenrola-se a história da vida destruída do narrador, um médico que vive um intenso conflito. Claramente autobiográfica, a obra foca-se num psiquiatra e nos seus problemas existenciais, desde o distanciamento das filhas e da mulher até aos golpes duros que a guerra do Ultramar lhe deixou.
O livro é escrito quase que totalmente em metáforas, para expressar o que sente e o que pensa, chega a ser um pouco árido em alguns momentos e requer uma certa dose de cultura literária e histórica, para compreensão das metáforas.
O protagonista está separado da mulher e, como consequência, separado espacialmente das filhas.
Segundo o seu autor, "é um livro desequilibrado, cheio de defeitos, começa como a história familiar e acaba como uma saga".